# Ceratopogon romanicus
Ceratopogon romanicus is een muggensoort uit de familie van de knutten (Ceratopogonidae). De wetenschappelijke naam van de soort is voor het eerst geldig gepubliceerd in 1972 door Damian-Georgescu.